# Asociación de Sordos del Uruguay
Asociación de Sordos del Uruguay (ASUR), asociación civil sin fines de lucro uruguaya. Actualmente se encuentra ubicada en Hermanos Gil 945, Montevideo.
Fue fundada el 5 de mayo de 1928. Es la institución social más antigua de la Comunidad Sorda Uruguaya. Ha realizado varios cambios de sede hasta llegar a su actual ubicación. Está asociada a la Federación Mundial de Sordos desde 1955 siendo la primera asociación de sordos latinoamericana en afiliarse.
La asociación está focalizada en la promoción de derechos de las personas sordas, desarrolla actividades familiares, deportivas y culturales. Cuenta con un gimnasio y existe en la actualidad un servicio de amparo jurídico, así como intérpretes y gestores de trámites de la más variada índole. 
Dentro de la sede de ASUR se ubica CINDE (Centro de Investigación y Desarrollo para la Persona Sorda), que es la primera escuela privada de Lengua de Señas Uruguaya (LSU), además de ser el primer centro de formación de intérpretes de LSU cuyos cursos empezaron a funcionar desde 1991. CINDE fue ex comisión de educación y cultura de ASUR ya que actualmente cuenta con su propia personería jurídica pero sigue ubicada en la sede de ASUR. 
Sin ASUR, no serían posibles estos logros importantes para la comunidad sorda uruguaya, porque ASUR siempre ha sido un gran centro del movimiento social de Personas Sordas que luchan por sus derechos. 
Entre los logros destacados, está la aprobación de ley de reconocimiento de LSU en 2001 como lengua natural de las Personas Sordas en Uruguay y una de las lenguas oficiales en Uruguay. ASUR, CINDE y APASU trabajaron juntos para el proyecto de la ley de reconocimiento a la LSU, convertido en la ley Nro. 17.378. Uruguay fue el 12° país del mundo en aprobarse la ley de lengua de señas en el mundo. 